# 論理療法
論理療法（ろんりりょうほう、英語: rational therapy）とは、アルバート・エリス（Albert Ellis）が1955年に提唱した心理療法で、心理的問題や生理的反応は、出来事や刺激そのものではなく、それをどのように受け取ったかという認知を媒介として生じるとして、論理的（rational、あるいは合理的）な思考が心理に影響を及ぼすことを重視している。1990年代より名称が変わり、邦訳では理性感情行動療法（英語: Rational emotive behavior therapy ; REBT）などと呼ばれるが、当初の論理療法と呼んでも間違いではない。後にアーロン・ベックが、認知療法（Cognitive therapy）を提唱するが、本項目で解説する論理療法はそうした認知に焦点を当てる認知行動療法の最初のものである。
理論としては、出来事（A）、ビリーフ（Belief、信念）、結果（C）のビリーフ（B）のうち、非合理的なイラショナル・ビリーフを論駁するという、ABC理論を特徴とする。
分かりやすい論理体系やユーモアある技法、エリスのキャラクターと相まって、依然として論理療法を愛好する人も多い。

## 認知行動療法などとの位置づけ
認知行動療法では、治療評価の対象に思考など認知が加えられ、この点で論理療法と、後に提唱された認知療法では共通しており、ともに認知行動療法に含まれる。

## 名称の変換と邦訳の混乱
エリスの理論が日本で最初に紹介された1962年には、名称がRational therapyであり、國分康孝が論理療法と訳した。『論理療法』（原題A new guide to rational living）は、長い年月をかけ100万部以上売れることになる。
論理的（あるいは合理的な）思考が心理にとって有効な働きをすることを強調した名称である。1960年代には、感情（情動）を軽視している印象を改めるため、Rational-emotive therapy（RET）と呼ぶようになった。
さらに1993年にはRational Emotive Behavior Therapyとし、行動療法の要素があり行動療法から評価を受けたり、介入はどの要素からでも可能ということで、行動のことばを加えた。頭文字をとってREBTと呼ばれることも多い。そして、初期からの直弟子らが名称変更に振り回されることなく、論理療法と呼ぶこともアルバート・エリスは了承している。
現在の名称である1993年ごろからのRational Emotive Behavior Therapyは、日本においては、理性感情行動療法といったものがあるが、以前の名称も合理情動療法、論理情動療法など様々に訳語されている。
國分ら訳者は、「論理療法と呼ぶべきだというのはイラショナル・ビリーフだが、論理療法と呼んでほしいというのはラショナル・ビリーフである」と論理療法の用語・理論とからめて、「論理療法」と呼ぶことを推奨している。要するに「論理療法と呼ぶべきだとまでは言わないが、呼んでほしいとは思う」ということである。

## 理論
| A: 逆境     | 試験に落ちた、仕事に失敗した                                                                        | 試験に落ちた、仕事に失敗した                                                                              |
| B: 信念体系 | 好み「・・・のほうがよい」 （思いが通じればよかったのだけれど）                                     | 思い込み「・・・でなければならぬ」 （絶対成功しなければならぬ）                                           |
| C: 結果     | - 健全な情緒的C （がっかりする、残念に思う） - 建設的な行動的C （新たなチャレンジに向けて努力する） | - 不健全な情緒的C （パニックになる、鬱状態になる） - 自滅的な行動的C （引きこもる、衝動的な行動を起こす） |

心理的な問題や生理的な反応は、出来事そのものではなく出来事の受け取り方によって生み出されるものであり、非合理的な受け取り方から合理的な受け取り方に変えれば、そうした反応は弱くなるかなくなるという理論である。それはABC理論とイラショナル・ビリーフに集約される。

### ABC理論
- A：Activating event（出来事）
- B：Belief（信念、固定観念）
- C：Consequence（結果）

出来事（A）があって結果（C）があるのではなく、間に信念体系（B）による解釈をはさんで、結果（C）である、感情や行動の反応、すなわち、不安や怒り、不適応な行動が生じる。しかし、人は原因はBではなくAであると信じているので、あきらめてしまいがちである。しかし、受け止め方に含まれている非論理的な信念をイラショナル・ビリーフと呼び、それが論理的に非合理的であることを理解して粉砕することを目的とする。このような過程が論駁（D）である。
- D：Dispute（論駁）
- E：Effect（効果）

ABCD理論と呼ぶこともある。

### イラショナル・ビリーフ
イラショナル・ビリーフ（非合理的な信念）は「～ねばならない、～すべきである」という信念から起こっており、これが人々を情緒的に混乱させている。
情緒的に混乱し、不安や落ち込み、怒りなどがあるときには、自分は非科学的に思考していることが仮定できる。たとえば、イラショナル・ビリーフは以下のような特徴がある。
- 事実に基づいていない 「親切にしたら必ず返ってくる」「試験に不合格ならホームレスになってしまう」
- 柔軟的ではない/論理的ではない 「ここで失敗したら、一生うまくいかない」
- 証明できない 「常に一番にならなければならない」
- 幸せな結果をもたらさない 「怒りに怒りで返す」

ラショナルビリーフ(合理的信念)は、確実性ではなく確率に基づいた、「～にこしたことはない」という考えである。イラショナル・ビリーフを論駁するために、そこに根拠がないこと、ラショナル・ビリーフなどとの違いを比較し、合理的な思考が使用できるようにしていく。

### Dispute:自己反論
Dは、不健全な思い込み（B)であったことを認め、自分でCを健全なものに変えるプロセスである。以下の3段階から構成される。
1. 今までとは違う考え方をする
  - 現実的に反論。「自分ならば絶対に拒否などされないと考える根拠は、はたしてあるか？」
  - 合理的に反論。「思い通りになってほしかったが、それはどうしても私に必要なものであったのだろうか？」
  - 実利的に反論。「自分ならば絶対に拒否などされないと考え続けることは、自分にどんな利益があるのか？」
2. 今までとは違った感じ方をする
3. 今までとは違った行動をする

## セルフヘルプ
エリスがやり残された仕事として1988年にわかりやすいセルフヘルプの著書を出版し、1996年にはそれが邦訳された『どんなことがあっても自分をみじめにしないためには―論理療法のすすめ』が出版されている。

## 日本の研修・研究機関
日本で普及に弾みがついたのは、1987年に3日間、日本学生相談学会がアルバート・エリスによる研修会を開催してからとされる。
1996年4月に、日本ではじめて、論理療法を専門に研修・研究する組織である「日本論理療法協会」が発足し、それが日本論理療法学会(Japanese Association of Rational Emotive Behavior Therapy、略称：日本REBTまたはJ-REBT)と名称を変え、現在に至っている。ちなみに、日本論理療法学会は会の目的を、「論理療法の創始者アルバート・エリス のカウンセリング・サイコセラピー哲学に基づき、非営利団体として、日本における論理療法の健全な普及・発展を図ることを目的とする」としている。この組織では、論理療法の特徴である「論理療法の哲学」を特に大切にする立場をとっている。
また、日本論理療法学会では、論理療法の専門家である論理療法士(Certified REBT Therapist)の養成と資格認定を行っている。